# وعاء مجمع

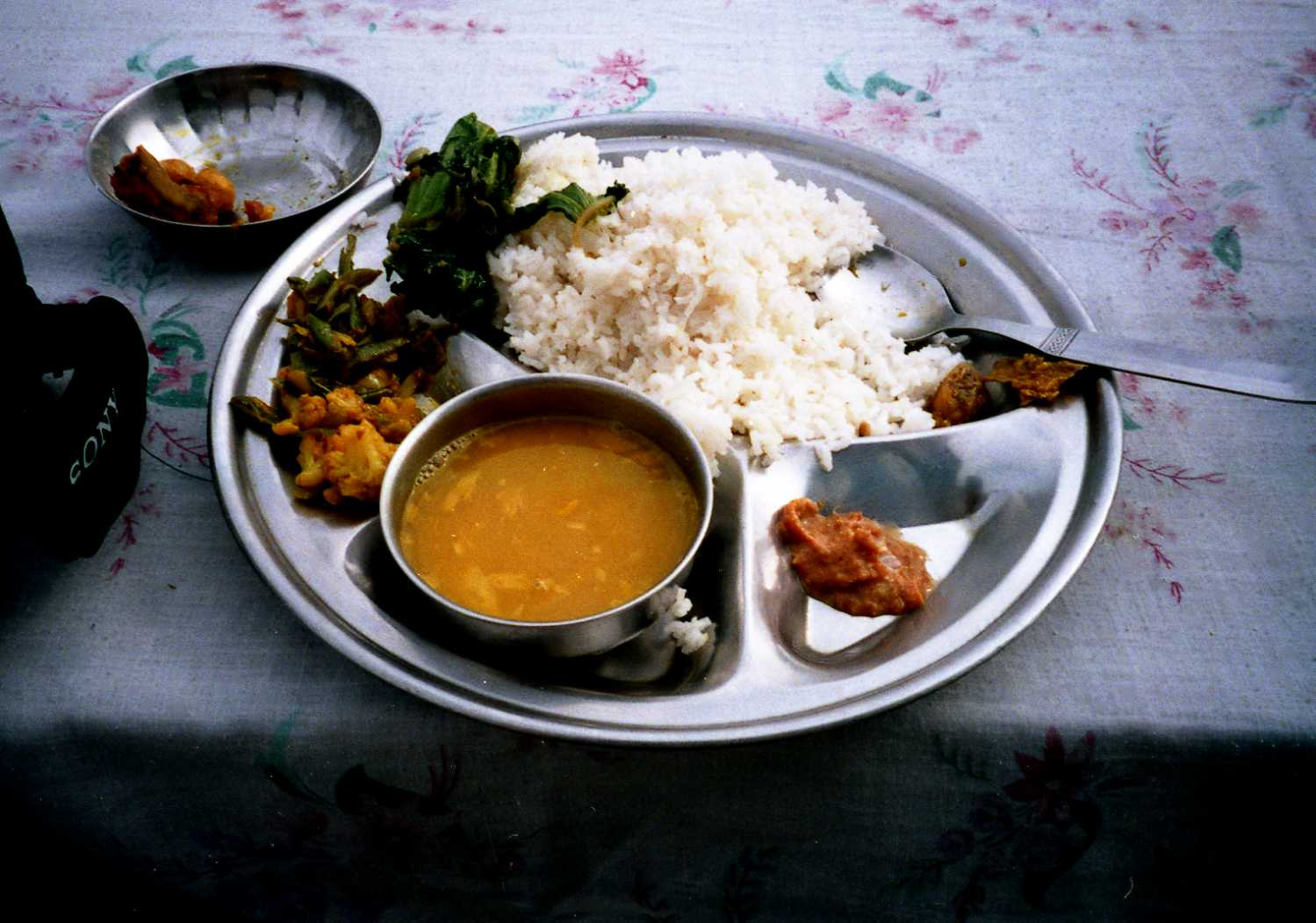
وجبة دال بهات النيبالية مُقدمه على ثالي، نوع من الأطباق المجمعة

قد يشير مصطلح الوعاء المجمع إلى عدة أشياء، منها:
- الوجبة المجمعة
- نوع من أدوات المائدة
- نوع من أطقم الأسنان
- كريستالات أو معادن تشكلت في مجموعة
- ألواح الطباعة تحتوي على رسومات خطية ونصفية
- لوحة حائط مجمعة تتكون من مجموعة متنوعة من المنافذ الكهربائية المختلفة، مثل المفاتيح والمقابس.

## وجبة

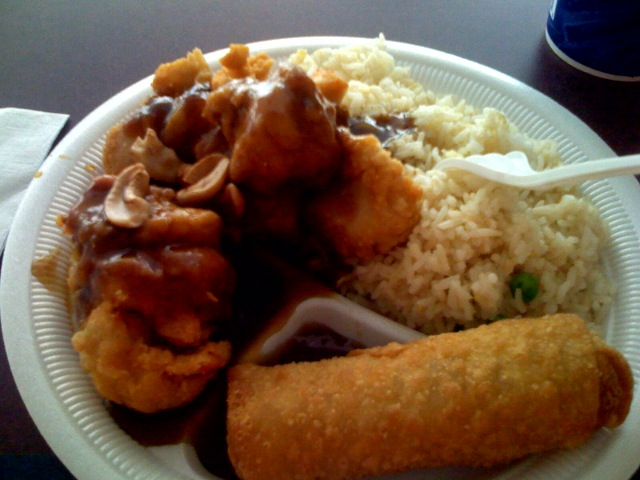
وجبة مجمعة تشمل طعام صيني أمريكي، مُقدمه على وعاء مجمع للاستعمال مرة واحدة

قد يشير مصطلح الوعاء المجمع إلى وجبة أو طبق يحتوي على عناصر متكاملة من الطعام.

## أدوات المائدة
قد يشير مصطلح الوعاء المجمع إلى نوع من أطباق المائدة، أو الطبق الذي تم تصميمه بأجزاء منفصلة لوضع الطعام به. وقد يشير أيضاً إلى طبق بأجزاء منفصلة وطبق مقسم. يتم تقديم الوجبات المتكامل في هذا النوع من الأطباق. في نيبال، يسمى هذا النوع من الأطباق بـثالي Thaali، وعادة ما يصنع من المعدن. في المطبخ النيبالي يتم تقديم الطبق دال باهات daal bhaat على ثالي. في الولايات المتحدة، يستخدم الطبق لتقديم طعام العشاء. كما يستخدم كجزء من أدوات المائدة للجنود بالجيش الأمريكي.

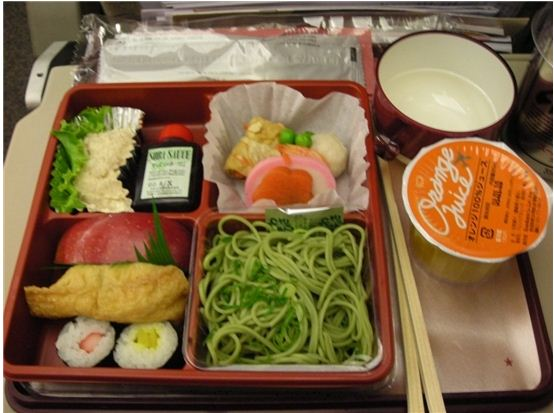
وجبة طيران مقدمه على صينية مقسمة

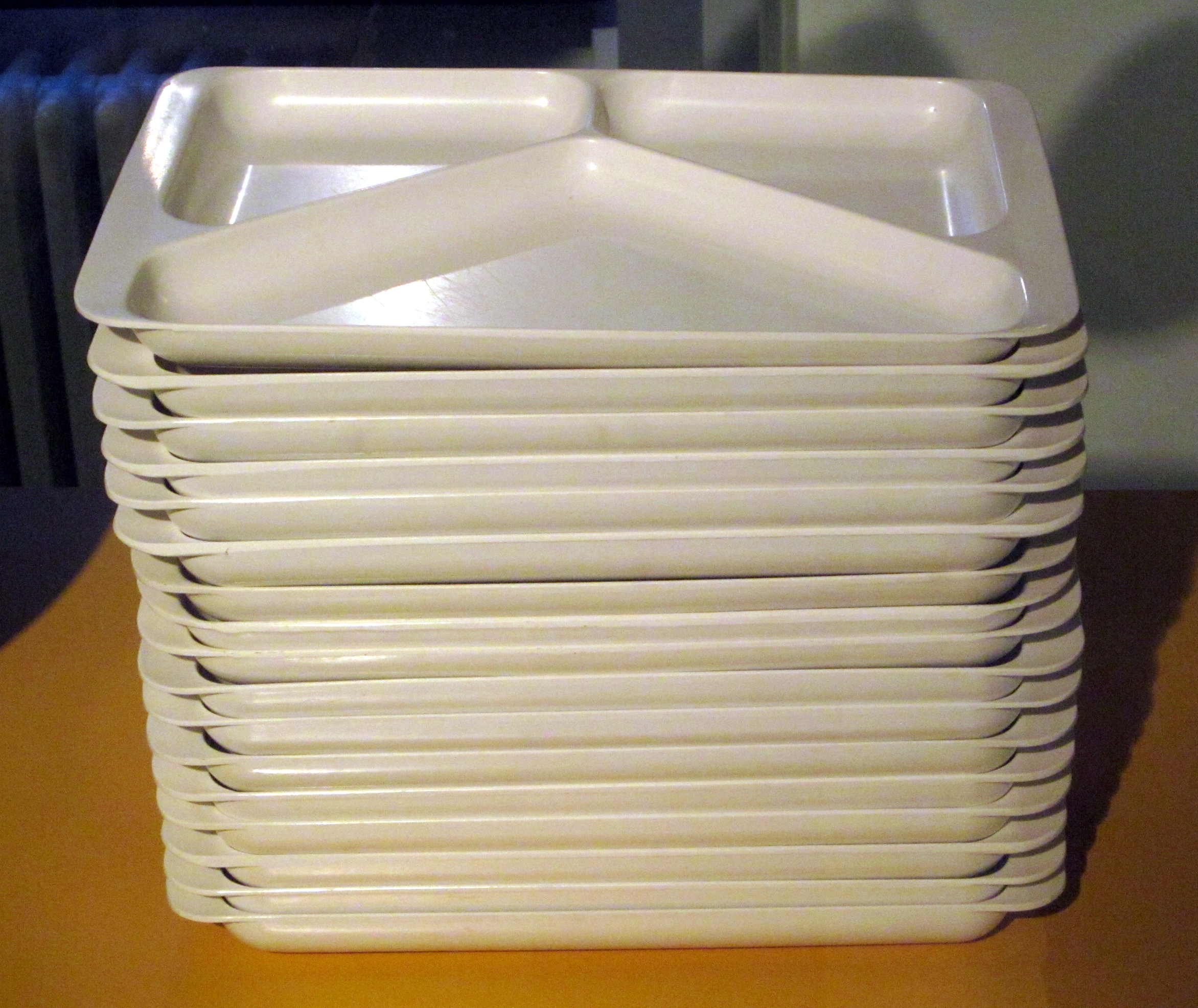
أدوات مائدة بلاستيكية مجمعة

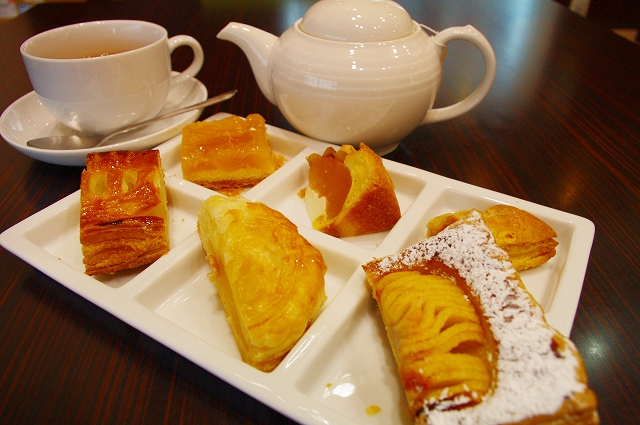
فطائر التفاح مقدمه على أداة مائدة مجمعة

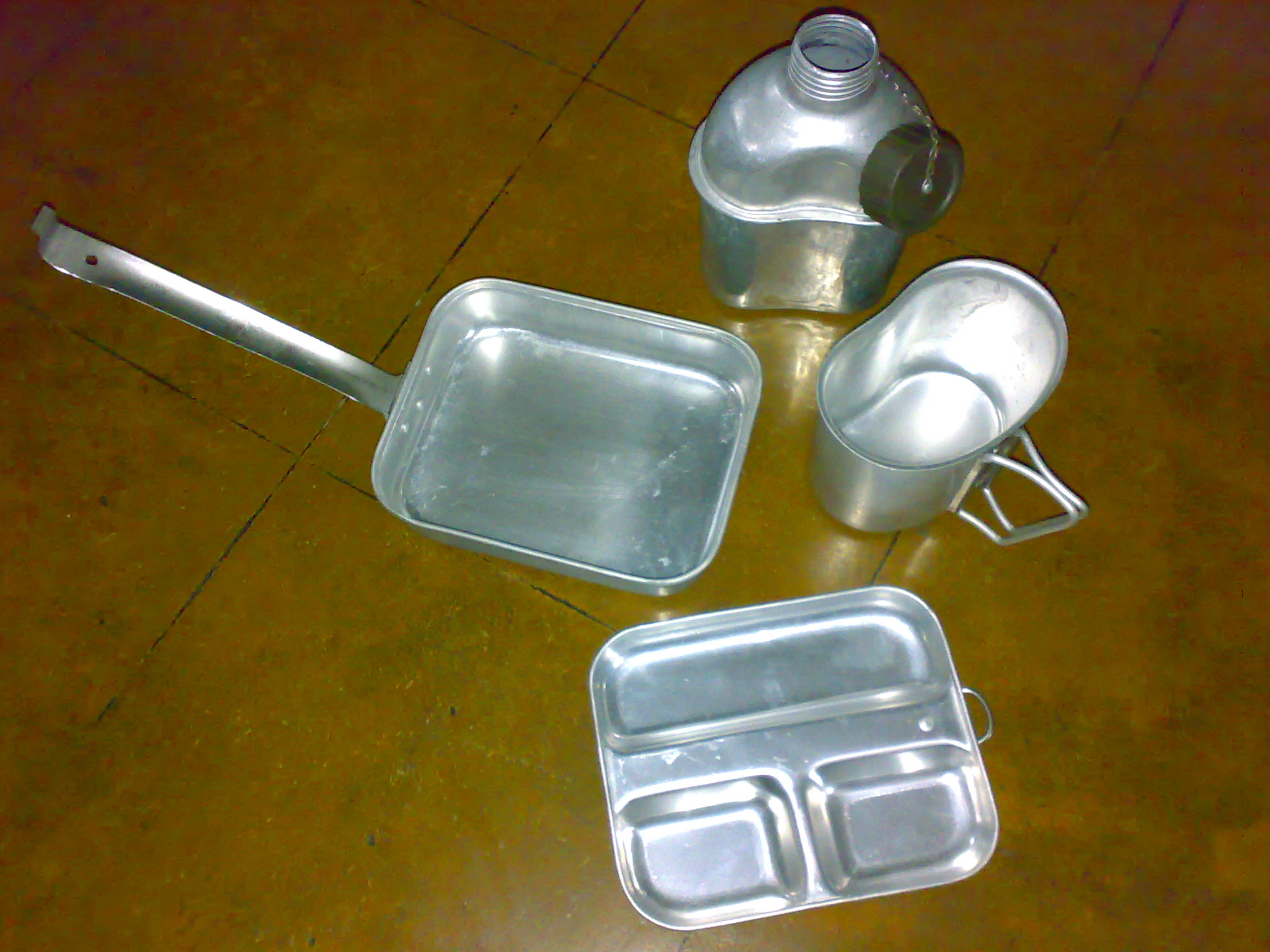
معدات طعام ووعاء مجمع (بالأسفل)

## أطقم الأسنان
في مجال طب الأسنان، قد يشير المصطلح إلى أطقم الأسنان التي يتم إعدادها من مواد مجمعة، مثل الذهب والمطاط، البلاستيك والمواد المعدنية، والذهب والبورسلين.

## علم دراسة الأحجار الكريمة

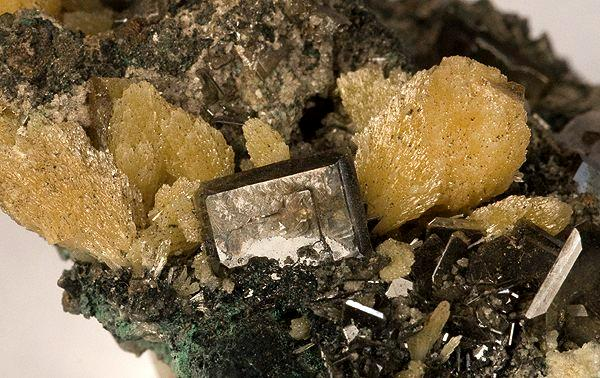
لوحة تركيبية نادرة ودقيقة من منجم تسوميب. كريستالات خام الرصاص الأصفر صافية وشفافة بحواف حادة مائلة منتشرة بغزارة وبصورة جمالية في مصفوفة. تتركز مجموعات من الميمتايت المصفرة واللامعة، في الجزء العلوي من القطعة، وأكبر حجم من خام الرصاص الأصفر، ب 9 مم، ومحاط من الناحية الجمالية بمجموعتين من كريستال الميمتايت اللامع

في علم الأحجار الكريمة، قد يشير مصطلح الوعاء المجمع إلى اثنين أو أكثر من الكريستالات و/أو المعادن التي تشكلت في مجموعة.

## الطباعة
في مجال الطباعة وفنون الجرافيك، لوحة الطباعة هي التي تحتوي على «رسومات خطية ونصفية، غالباً ما تكون مختلطة».

## لوحة الحائط

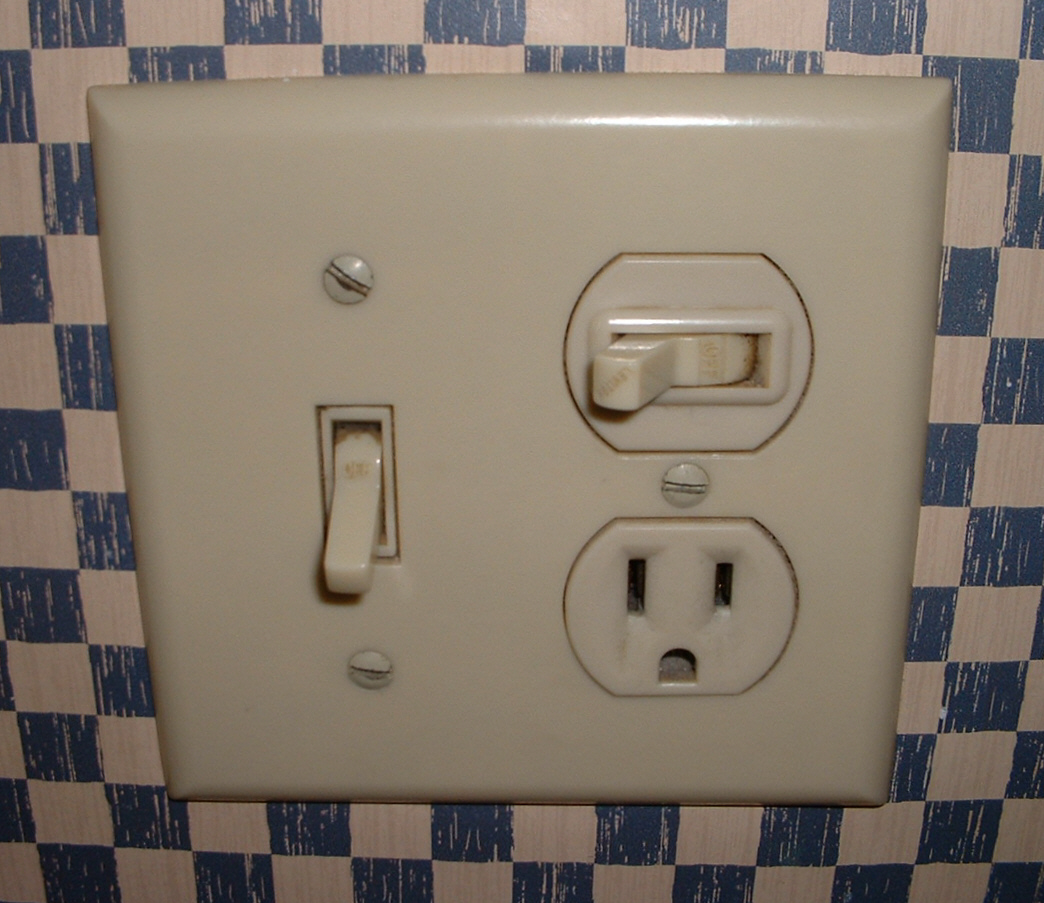
لوح حائط مجمع

قد يشير مصطلح الوعاء المجمع إلى لوحة حائط متكاملة تتكون من مجموعة من المنافذ الكهربائية، مثل المفاتيح، المقابس، إلخ.